# محمد الصقر
محمد جاسم الحمد الصقر (9 يونيو 1951 -)، سياسي وصحفي واقتصادي كويتي ، رئيس مجلس إدارة غرفة تجارة وصناعة الكويت ، ووالده هو السياسي جاسم حمد الصقر وجده هو حمد عبد الله الصقر رئيس مجلس الشورى في الكويت.

## السيرة الذاتية
- حصل على الثانوية العامة من الكويت عام 1969، وانضم بعدها إلى الجامعة الأميركية في بيروت من 1969 حتى 1971، وحصل على بكالوريوس بالاقتصاد من أمريكا عام 1975.
- حاز على عضوية مجلس الأمة أعوام 1999 و2003 و2006 و2008 و2012.
- عمل في بنك الكويت الصناعي من 1975 حتى عام 1980 وصل لدرجة مدير الاستثمار المباشر.
- رأس تحرير جريدة القبس بالفترة من 1983 حتى 1999.
- أسس ورأس مجلس إدارة شركة الساحل للاستثمار وذلك من عام 1980 حتى 1997.
- كان عضو مجلس إدارة جمعية الصحفيين الكويتية بالفترة من 1989 حتى 1991، وأيضاً كان عضواً بمجلس أمناء العلاقات الخارجية في نيويورك وهو يعتبر من أكبر مراكز الدراسات والأبحاث السياسية، كما كان عضو مجلس إدارة نادي الكويت الرياضي من عام 1977 حتى 1989 وررئيس مجلس إدارة النادي من 1994 حتى 2000، كما كان عضو بمجلس إدارة الخطوط الجوية الكويتية بالفترة بين 1980 - 1991.
- ترأس سابقاً البرلمان العربي.
- ترأس سابقا منصب رئيس مجلس العلاقات العربية الدولية.
- عضو مجلس الامة الكويتي ومرشح الرئاسة عن التيار الوطني الديمقراطي للعام 2012.
- رئيس مجلس إدارة غرفة تجارة وصناعة الكويت بالتزكية مُنذ 6 أبريل 2020.
- نائب رئيس مجلس إدارة غرفة تجارة وصناعة الكويت من 2018-2020.
- رئيس البرلمان العربي من 27 ديسمبر 2005 حتى 26 أبريل 2009 كأول رئيس للبرلمان العربي.
- عضو مجلس الأمة الكويتي مُنذ 1999 حتى 2009، ومن فبراير 2012 حتى يونيو 2012.
- رئيس لجنة الشئون الخارجية بمجلس الأمة الكويتي مُنذ 1999 حتى 2009، ومن فبراير 2012 حتى يونيو 2012.
- عضو باللجنة المالية والاقتصادية مُنذ 1999 حتى 2001.
- عضو بلجنة حماية الأموال العامة مُنذ 1999 حتى 2001.
- انتخب بالأغلبية وكيلاً للشعبة البرلمانية الكويتية منذ 2000 حتى مارس 2006.
- عضو بلجنة شؤون التعليم والثقافة والإرشاد منذ 2001 حتى 2003.
- عضو بلجنة شئون المرأة  منذ 2005 حتى 2006 .
- تولى رئاسة مجلس الأمة بالإنابة خلال أشهر سبتمبر 2000 ويناير 2004 وأغسطس 2005.
- ترأس وشارك في العديد من الوفود الخارجية التي مثلت الكويت في العديد من المحافل والمؤتمرات العربية والدولية سواء بصفته رئيساً للجنة الشئون الخارجية أو وكيلاً للشعبة البرلمانية.
- نظم وشارك في العديد من الندوات والمؤتمرات السياسية والاقتصادية والرياضية.
- عضو اللجنة التنفيذية للاتحاد البرلماني الدولي منذ 2000 حتى 2004.
- انتخب في 20 أكتوبر 2000 بجاكرتا وهو أول نائب كويتي يمثل المجموعة العربية بالبرلمان الدولي.
- عضو مجلس الأمناء بمؤسسة الدراسات الفلسطينية منذ 2001 حتى 2012.
- عضو رابطة البرلمانيين الدوليين المدافعين عن القضية الفلسطينية من 2001-2012.
- عضو مجلس إدارة مشروع أمريكا - الشرق الأوسط المنبثق عن مجلس العلاقات الخارجية في نيويورك من 1992–2012.
- عضو مجلس الأمناء لجائزة الشيخ / محمد بن راشد آل مكتوم للصحافة العربية منذ 1999 حتى 2006 ومقرها دبي. ثم نائب رئيس مجلس إدارة الجائزة منذ 2006 حتى 2009.
- رئيس تحرير جريدة القبس من 1983 حتى 1999.
- رئيس تحرير القبس الدولي من 1985-1990 التي كانت تصدر في لندن وباريس.
- جائزة حرية الصحافة تقديرًا لدفاعه عن حرية الصحافة والديمقراطية في الكويت وقد تسلم الجائزة بتاريخ 21 أكتوبر 1992 في احتفال جرى في مدينة نيويورك.
- فاز بشخصية العام في دولة الكويت في مسابقة الشيخ مبارك الحمد للتميز الصحافي في دورتها العاشرة للعام 2018.
- فاز بشخصية العام الاعلامية في جائزة الصحافة العربية في دورتها الثامنة عشر التي ينظمها نادي دبي للصحافة في دولة الإمارات العربية الشقيقة.
- عضو الاتحاد الوطني لطلبة الكويت في بيروت عام 1971 حتى 1972.
- عمل في بنك الكويت الصناعي من 1975 حتى 1980.
- عضو مجلس إدارة جمعية الصحفيين الكويتية من 1989 حتى 1991.
- عضو مجلس إدارة نادي الكويت الرياضي من 1977 حتى 1989.
- رئيس مجلس إدارة نادي الكويت الرياضي من 1994 حتى 2000.
- عضو بمجلس إدارة الخطوط الجوية الكويتية من 1980 حتى 1991.
- نائب رئيس مجلس إدارة فرست ناشيونال بنك (لبنان) من 1995 حتى 1998.
- مؤسس ورئيس مجلس إدارة شركة الساحل للاستثمار من 1980 - 1997.
- مؤسس ورئيس مجلس إدارة شركة المال للاستثمار من 1997 حتى 2007.
- عضو مجلس إدارة بنك الخليج التجاري القطري  2007.
- رئيس مجلس إدارة شركة جسر الخليج الدولية GBI من 2016 – 2018.
- عضو مجلس إدارة جريدة القبس من 2011 حتى 2019.

## مواقفه في مجلس الأمة
| الكتلة                                                                        | الليبرالية       |
| أستجواب وزير الإسكان د.عادل الصبيح                                            | معارض لطرح الثقة |
| استجواب إلى وزير المالية ووزير الدولة لشؤون التنمية الإدارية د.يوسف الإبراهيم | معارض لطرح الثقة |
| استجواب إلى محمد ضيف الله شرار وزير الدولة لشؤون مجلس الوزراء                 | معارض لطرح الثقة |

| الكتلة                                             | الليبرالية                              |
| طلب لجنة تحقيق في هاليبرتون                        | طلب لجنة التحقيق                        |
| استجواب إلى وزير المالية محمود النوري              | مؤيد طرح الثقة                          |
| طلب تقليص الدوائر الانتخابية (2004)                | مؤيد                                    |
| إحالة طلب حقوق المرأة السياسية للمحكمة الدستورية   | مؤيد                                    |
| طلب طرح الثقة بوزير الصحة د. محمد أحمد الجار الله  | لم يتخذ موقف - استقال الوزير قبل الجلسة |
| إعطاء المرأة حقوقها السياسية                       | مؤيد                                    |
| تقليص الدوائر الانتخابية إلى خمس دوائر             | مؤيد                                    |
| إحالة قانون العشر دوائر انتخابية للمحكمة الدستورية | لم يحضر الجلسة                          |

| الكتلة                                                                  | العمل الوطني                   |
| طلب إيقاف الشيخ محمد عبد الله المبارك الصباح عن رئاسة جهاز خدمة المواطن | لم يحضر الجلسة                 |
| طلب إسقاط القروض                                                        | رفض الطلب                      |
| استجواب إلى الشيخ أحمد عبد الله الأحمد الصباح وزير الصحة                | لم يتخذ موقف - استقالة الحكومة |
| إحالة قضية الفحم المكلسن إلى ديوان المحاسبة                             | مؤيد                           |
| طلب طرح الثقة بالوزير علي الجراح الصباح وزير النفط                      | مؤيد                           |

| الكتل                                                               | التحالف الوطني الديمقراطي - ليبرالي |
| اللجان                                                              | الخارجية                            |
| قانون صندوق المعسرين                                                | موافق                               |
| الموازنة العامة للدولة                                              | موافق                               |
| قانون ضمان الودائع البنكية                                          | مؤيد                                |
| إعادة تشكيل اللجان المؤقتة                                          | غير موجود                           |
| تقرير اللجنة المالية الرافض لإقامة الدواوين                         | غير موجود                           |
| مقترح الحركة الدستورية الإسلامية في التحقيق مع داو والمصفاة الرابعة | ممتنع                               |
| التحقيق في عمل فريق الإزالات                                        | غير موجود                           |
| مقترح اللجنة الثلاثية في التحقيق في داو والمصفاة الرابعة            | موافق                               |

## المصدر
- موقع مجلس الأمة الكويتي
- Michael Herb.Kuwait political database